# Money Is Still a Major Issue
Money Is Still a Major Issue — альбом реміксів американського репера Pitbull. Платівка була представлена 15 листопада 2005 року на лейблі TVT Records. До неї увійшло декілька реміксів, спільних записів з іншими артистами та пісень, які раніше не видавались.

## Список пісень
Диск 1
1. «Everybody Get Up» (Pitbull за участю Pretty Ricky)
2. «Rah Rah» (Remix) (Elephant Man за участю Pitbull та Daddy Yankee)
3. «Shake» (Remix) (Ying Yang Twins за участю Pitbull &та Elephant Man)
4. «Culo» (Remix) (Pitbull за участю Lil Jon, Ivy Queen)
5. «Mil Amores» (Master Joe & O.G. Black за участю Pitbull)
6. «Turnin Me On» (Remix) (Nina Sky за участю Shawnna та Pitbull)
7. «She's Hotter» (T.O.K. за участю Pitbull)
8. "Get to Poppin' (Remix) (Rich Boy за участю Pitbull)
9. «Might Be the Police» (Brisco за участю Pitbull)
10. «Who U Rollin' With» (Pitbull за участю Piccalo & Cubo)
11. «Dammit Man» (Remix) (Pitbull за участю Lil' Flip та Lil Wayne)
12. «Oh No He Didn't» (Pitbull за участю Cubo)
13. «Toma» (Dj Buddha Remix) (Pitbull за участю Lil Jon, Mr. Vegas, Wayne Marshall, Red Rat, T.O.K., & Kardinal Offishall)

Диск 2
1. «Culo» (відео)
2. «Dammit Man» (відео)
3. «Toma» (відео)
4. Концертний запис та інтерв'ю

## Чарти

### Тижневі чарти
| Чарт (2005)                            | Найвища позиція |
| -------------------------------------- | --------------- |
| США Billboard 200                      | 25              |
| США Top R&B/Hip-Hop Albums (Billboard) | 4               |
| США Top Rap Albums (Billboard)         | 2               |

### Річні чарти
| Чарт (2006)                           | Позиція |
| ------------------------------------- | ------- |
| US Top R&B/Hip-Hop Albums (Billboard) | 73      |